# Ернст Казимир I Нассау-Дицький
Ернст Казимир I граф Нассау-Дицький (нід. Ernst Casimir І van Nassau-Dietz; 22 грудня 1573, Ділленбурґ — 2 червня 1632, Рурмонд) — граф Нассау-Дицький (1606—1632), штатгальтер Фрісландії (1620—1632), Гронінгену і Дренте (1625—1632).
Засновник сучасної королівської династії Нідерландів — дому Оранських-Нассау.

## Родина
Ернст Казимир був одинадцятою дитиною графа Яна VI Нассау-Ділленбурзького та його першої дружини графині Елізабети Лейхтенберзької (1537—1579).
1606 року після смерті батька Яна VI графство Нассау розділили між його п'ятьма синами (що вижили): Вільгельмом Людвігом (граф Нассау-Ділленбурга), Яном VII (граф Нассау-Зігена), Георг (граф Нассау-Байльштайна), Ернст Казимир (граф Нассау-Дітца) та Ян Людвіг (граф Нассау-Гадамара).
1631 року він успадкував невелике графство Шпігельберг поблизу Лауенштайна.
Його син, Генріх Казимир I, змінив його на посаді графа Нассау-Дітца та штатгера Фрісландії, Гронінгена та Дренте.
8 червня 1607 року Ернест Казимир одружився з Софією Ядвіґою Брауншвейг-Люнебурзькою (1592—1642), донькою князя Генріха Юлія з Брауншвейгу-Люнебургу. У них було дев'ятеро дітей, однак до дорослого віку дожило лише двоє синів:
- мертвонароджена донька (1608)
- мертвонароджений син (1609)
- син N (1610)
- Єлизавета (25 липня — 18 вересня 1614)
- Ян Ернест (29 березня — травень 1617)
- Моріс (21 лютого 1619 — 18 вересня 1628)
- Елізабет Фрізо (25 листопада 1620 — 20 вересня 1628)

- Генріх Казимир I (21 січня 1612 — 13 липня 1640) граф Нассау-Дітца, штатгальтер Фрісландії, Гронінгену та Дренте. Не був одружений та не мав дітей. Загинув на полі бою.
- Віллем Фредерік, принц Нассау-Дітца (7 серпня 1613 — 31 жовтня 1664) одружився з Альбертіною Аґнесою Оранською, донькою принца Оранського Фредеріка Гендріка. Успадкував після брата титул графа Нассау-Дітцу та штатгальтерство. Мав трьох дітей.

Ернст Казимир І убитий кулею в бою під час облоги Рурмонда, коли оглядав траншеї в червні 1632 року.